# Kénos
Kénos es el dios creador, organizador, terraformador y civilizador en la mitología selknam, siendo la deidad más importante luego de Temáukel. Fue el primero de los howenh en habitar la Tierra, luego de ser enviado por Temáukel desde la Cúpula Celeste, en el Wintek, a la Tierra primitiva, con la misión de organizarla. Es descrito como un ser de carácter noble y conducta intachable.

## Descripción
Al analizar la cultura propia del pueblo Selknam, clasificados por Rodolfo Casamiquela y otros autores como tehuelches insulares, se postula que Kénos es una casi segura variante del nombre de la deidad Tehuelche Kóoch, o que en todo caso, ambas deidades comparte una raíz común, si bien para los tehuelches continentales Kóoch es el principio creador primigenio, mientras que el Kénos insular es hijo de Temáukel. También se ha postulado, que quizás podría haber igualmente alguna posible relación con el mito de K'aux.

## Mitología

### Origen celestial
Kenos no tiene padres u otros parientes, contrario a la creencia de que este sería hijo de Temáukel. No obstante lo anterior, los relatos coinciden en que Kenos fue enviado por este a la Tierra primitiva desde la Cúpula Celeste.
Una vez Kenos hubo abandonado el mundo terrenal, ascendió al cielo y se transformó en Aldebarán.

### Dios creador
Kenos fue enviado por Temáukel desde la Cúpula Celeste a la Tierra primitiva, con la misión de organizarla. Se le atribuye la creación de los howenh o antepasados mitológicos, siendo él mismo el primero de ellos, quienes le darían a la Tierra su aspecto actual. Una vez que hubo organizado la naturaleza, creó a los primeros antepasados del pueblo selk'nam a partir del barro que moldeó, dándole la forma de los genitales masculinos y femeninos, los cuales, al copular, originaron a los primeros seres humanos.
Según el mito, Kenos además tendría la capacidad de rejuvenecer, a sí mismo y a quienes se lo pedían. De este modo, durante la era de los howenh no existía la muerte como tal, sino que esta era transitoria, como una especie de letargo. Luego de dicho período, los antepasados volvían a levantarse, convirtiéndose en algún elemento de la naturaleza.